# Борейша, Пётр Антонович
Пётр Анто́нович Боре́йша (1835, Могилёвская губерния — 1904, Санкт-Петербург) — русский инженер путей сообщения, предприниматель. Действительный статский советник.

## Биография
Принадлежал к старинному дворянскому роду шляхетского происхождения Borejsza, известному с середины XVII в. Отец Петра Антоновича Антон Бонифатьевич Борейша (1802—1875) служил в Корпусе инженеров путей сообщения, а дядя Пётр Бонифатьевич Борейша  занимал важный пост директора Департамента путей сообщения Главного управления путей сообщения. Следуя их примеру, П. А. Борейша окончил Институт инженеров путей сообщения в Петербурге.
В 1869—1870 годах Пётр Борейша занимал пост главного инженера строящейся Рыбинско-Бологовской железной дороги, под его руководством был сооружён временный наплавной мост через Волгу, использовавшийся в период постройки постоянного моста между городами Мышкиным и Мологой.
В 1872—1874 годах П. А. Борейша — главный инженер строящейся Моршанско-Сызранской железной дороги.
Участвовал в работах по сооружению военного порта в Либаве (ныне Лиепая), постройке Морского канала в Петербурге, торгового порта в Мариуполе, реконструкции Кронштадтской крепости (постройка фортов «Обручев» и «Граф Тотлебен»), выступал с проектами гидротехнических сооружений в Либаве, Петербурге и Порт-Артуре.
С 1878 года он был записан как петербургский купец 1-й гильдии.
Умер 3 (16) января 1904 года  от остановки сердца в гостинице Серапина в Санкт-Петербурге.

## Место погребения
Согласно «Русскому провинциальному некрополю» П. А. Борейша был похоронен в селе Перстно Крестецкого уезда Новгородской губернии. Однако в действительности П. А. Борейша, его дочь Мария и жена Екатерина Андреевна Салова, племянница писателя-пензенца И. А. Салова, были похоронены в усыпальнице храма в честь св. великомученицы Екатерины в селе Льзи Пожарской волости Крестецкого уезда Новгородской губернии (ныне Маловишерского района Новгородской обл.) В 1927 году захоронения были вскрыты в поисках спрятанных драгоценностей, при этом останки покойных выброшены и не сохранились. В настоящее время в д. Льзи ещё уцелели некоторые из построек бывшей усадьбы Саловых — Борейши.

## Память
По инициативе директора музея Пензенского региона Куйбышевской железной дороги А. В. Сачкова, с 2009 года в Пензе проводятся железнодорожные фестивали им. П. А. Борейши, посвящённые памяти этого видного инженера и предпринимателя. Первый фестиваль проходил осенью 2009 г., второй — с 25 марта по 03 апреля 2011 года.